# Clemens Roothaan
Clemens C. J. Roothaan, né le 29 août 1918 à Nimègue et mort le 17 juin 2019, est un physicien néerlandais.

## Biographie
Il passe sa thèse de doctorat avec Robert Mulliken de l'Université de Chicago, sur la théorie semi-empirique des orbitales moléculaires. Il occupe dans le même temps un poste à la Catholic University of America à Washington D.C.. En travaillant sur sa thèse, il se rend compte que l'approche alors utilisée de la théorie de l'orbitale moléculaire était incorrecte et la modifie, donnant ainsi naissance aux équations de Roothaan. En 1949, il déménage à l'Université de Chicago pour soutenir sa thèse en 1950.
Après son doctorat, il rejoint le Département de physique et chimie de l'Université de Chicago, où il travaillera un moment. Il s'engage plus tard aux laboratoires Hewlett-Packard à Palo Alto, où sa première contribution concerna le développement des routines mathématiques de coprocesseur pour la puce Itanium. Il travaillera pour les laboratoires H.P. jusqu'à sa retraite en 1988. Sa méthode d'analyse de l'architecture des communications fut unique et innovante et fut très appréciée dans le domaine des supercalculateurs dans le monde entier.
Clemens Roothaan est membre de l'Académie internationale des sciences moléculaires quantiques.